# Feuguerolles-sur-Seulles
Feuguerolles-sur-Seulles era una comuna francesa situada en el departamento de Calvados, de la región de Normandía, que en 1973 pasó a ser una comuna asociada de la comuna de Anctoville.

## Historia
El 1 de enero de 2017 pasó a ser una comuna delegada de la comuna nueva de Aurseulles al fusionarse las comunas de Anctoville, Longraye, Orbois, Saint-Germain-d'Ectot, Sermentot y Torteval-Quesnay.

## Demografía
| Gráfica de evolución demográfica de Feuguerolles-sur-Seulles entre 1800 y 2013 |
|                                                                                |

Los datos demográficos contemplados en este gráfico de la comuna de Feuguerolles-sur-Seulles, se han cogido de 1800 a 1968 de la página francesa EHESS/Cassini, y los demás datos de la página del INSEE.